# Reginald Fitzurse

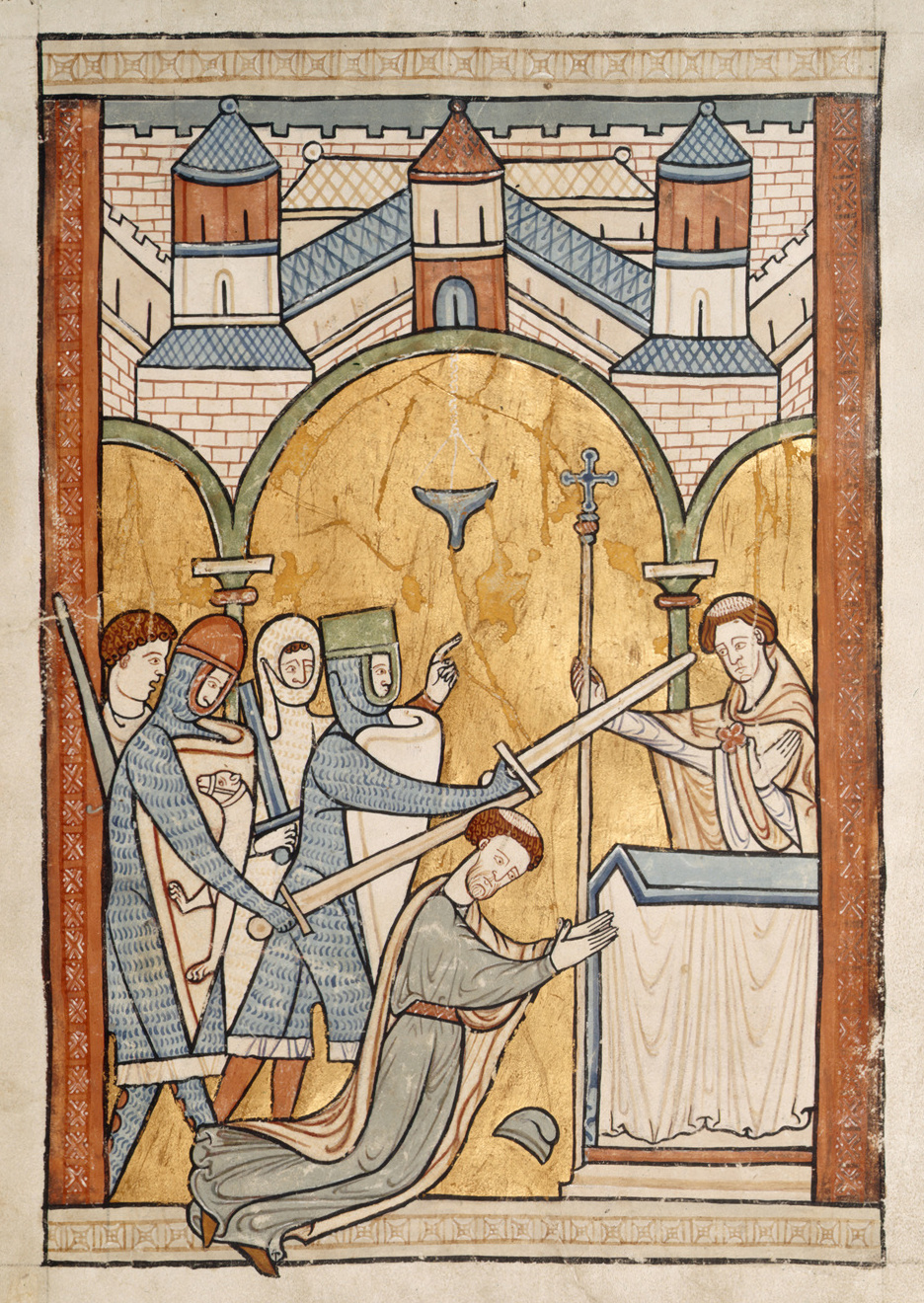
Enluminure du XIIIe siècle représentant le meurtre de Thomas Becket. Reginald Fitzurse est le deuxième chevalier en partant de la gauche.

Reginald FitzUrse († entre 1173 et 1175), lord de Bulwick, est un des quatre chevaliers assassins de l’archevêque de Cantorbéry Thomas Becket, avec Hugues de Morville, Guillaume de Tracy, et Richard le Breton, le 29 décembre 1170.

## Biographie

### Famille et parenté
Il est le fils de Richard FitzUrse et de sa femme Maud, fille de Baudouin de Boullers, lord de Montgomery. Il semble hériter du patrimoine familial avant 1154, et devient un propriétaire terrien de moyenne importance, ayant des terres dans le sud-ouest de l'Angleterre et dans le Northamptonshire, où il tient la baronnie de Bulwick. Il possède aussi des terres à Williton (Somerset).
Il épouse Béatrice, une fille de Geoffroy de Limesy. Ensemble ils ont une fille, Maud (ou Mathilde), qui devient leur héritière. Elle épouse Robert de Courtenay, qui est issu d'une des grandes familles du Devon.

### Assassinat de Thomas Becket
On connaît très peu de choses de ce personnage. Il semble être un chevalier de la maison royale qui aurait été introduit auprès du roi par Thomas Becket en personne. Les chroniqueurs contemporains des faits tendent à le dépeindre plutôt sombrement et à souligner que le geste des quatre assassins a des conséquences extrêmement négatives non seulement pour eux-mêmes, mais aussi pour tous leurs proches et amis.
À Noël 1170, Fitzurse est à la cour royale qui se tient à Bur-le-Roi, près de Bayeux, en Normandie. La conduite de Becket est évoquée, et Henri II se demande « Quels misérables parasites et traîtres ai-je nourris et promus dans ma maison [royale], pour qu'ils laissent leur seigneur être traités avec un si honteux dédain par un petit clerc ? ». Plus tard, la tradition orale abrége cette question en « qui donc va me débarrasser de ce turbulent prêtre ? ». Reginald FitzUrse, Hugues de Morville et deux autres chevaliers royaux, Guillaume de Tracy et Richard Brito, décident alors de faire le voyage jusqu'à Cantorbéry. 
FitzUrse est parfois désigné comme le meneur, bien qu'il ne soit pas le chevalier de plus haut rang. Il y a en revanche consensus parmi les chroniqueurs contemporains pour affirmer qu'il est l'interlocuteur principal. Un long débat a lieu, FitzUrse reprochant à l'archevêque l'excommunication des évêques anglais et son refus de faire couronner Henri le Jeune Roi. Finalement, il ordonne à Becket de s'exiler à nouveau, et devant son refus, une mêlée s'ensuit. Becket est poursuivi à travers son palais, puis dans sa cathédrale. Une dernière tentative pour faire capituler l'archevêque ayant échoué, Becket est frappé sur le haut de la tête et meurt instantanément. Suivant les récits, le coup est attribué à Tracy ou FitzUrse. Ensuite, les chevaliers pillent le palais archiépiscopal et recherchent des lettres du pape pouvant prouver la trahison de Becket.
Les quatre meurtriers se réfugient la nuit suivante au château de Saltwood, puis à Londres, et enfin dans le château royal de Knaresborough (Yorkshire), alors sous la garde de Morville. FitzUrse ne semble pas avoir à souffrir de défaveur royale.

### Décès
En 1172, il fait un don aux Templiers, probablement afin de financer un voyage à Rome pour demander son absolution. Il est déjà mort en 1175 quand ses héritiers reçoivent ses terres. Il est possible que, comme certains chroniqueurs contemporains l'ont affirmé, il soit mort lors d'un pèlerinage en Terre sainte et soit inhumé à Jérusalem.